# جشنواره بین‌المللی فیلم اودنسه

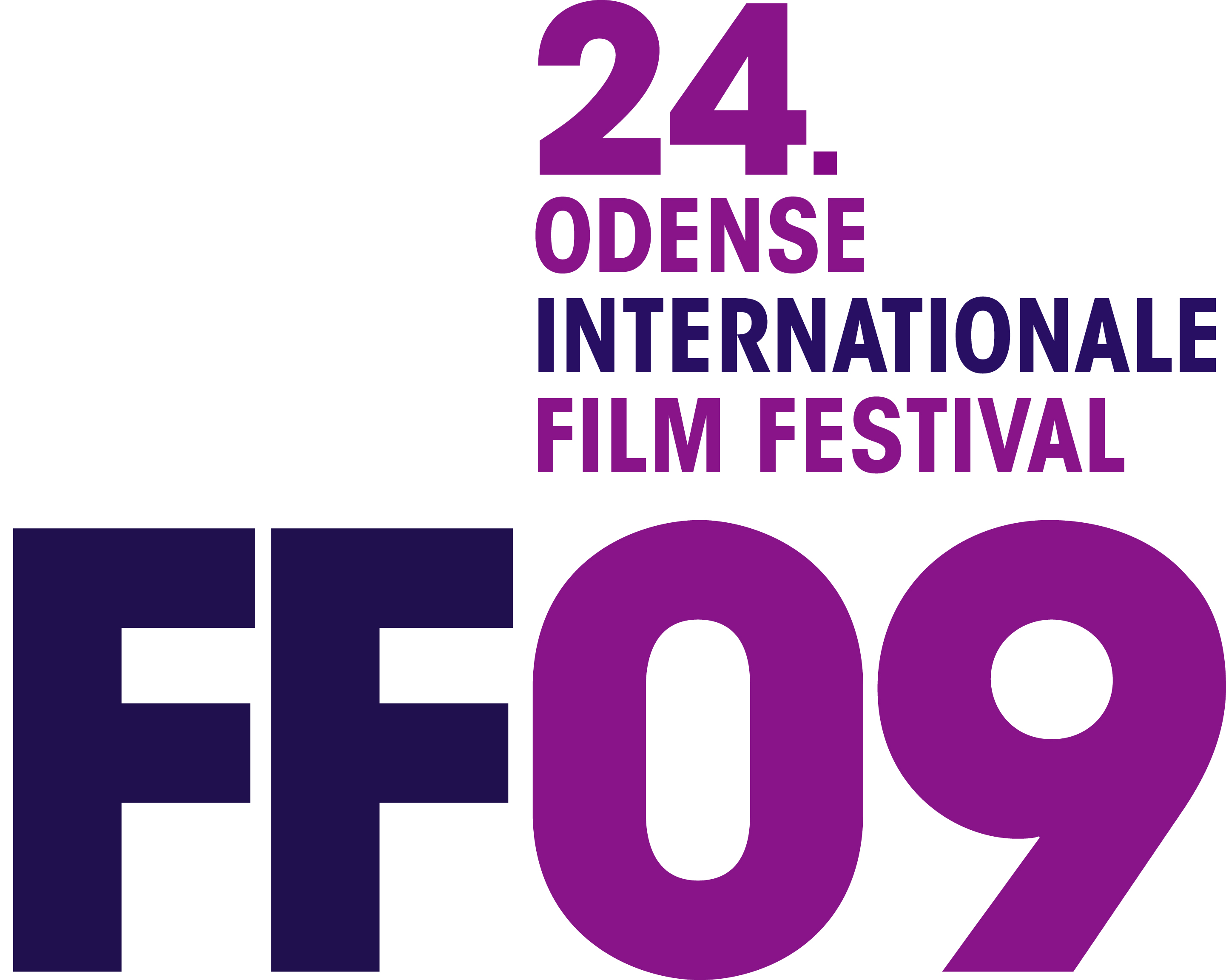
پوستر جشنواره سال ۲۰۰۹

جشنواره بین‌المللی فیلم اودنسه (انگلیسی: Odense International Film Festival) یک جشنواره فیلم کوتاه یک هفته ای در دانمارک است که واجد شرایط اسکار است و هر ساله در هفته آخر آگوست برگزار می‌شود. این جشنواره برای اولین بار در سال ۱۹۷۵ برگزار شد. شهرداری اودنسه مسئول اجرای این جشنواره فیلم است.